# Triumph TR6
El Triumph TR6 fue un coche deportivo británico de seis cilindros en línea y el superventas de la gama TR construidos por Triumph Motor Company cuando terminó la producción en julio de 1976. Este registro fue luego superado por el TR7. De los 94.619 TR6s producidos, 86.249 fueron exportados. Solo 8370 fueron vendidos en el Reino Unido.

## Historia del TR6
Triumph acudió en un principio a su diseñador habitual, Giovanni Michelotti, diseñador del TR4. La carrocería era muy semejante a la del modelo anterior, el Triumph TR5, pero el frontal y la parte trasera eran diferentes, supuestamente basado en un contrato de consultoría con Karmann. Esto se conoce como una cola Kamm, que era muy común durante la década de 1970 en la mayoría de los coches y una característica en casi todos los Triumph. La forma de la carrocería fue similar a la TR4 / TR5.
Todos los coches deportivos TR6 ofrecieron motores de seis cilindros en línea. Para el mercado estadounidense el motor fue con carburador, como había sido el único en Estados Unidos motor TR250. Al igual que el TR5, el TR6 era con inyección de combustible para otros mercados mundiales, incluyendo el Reino Unido, de ahí la designación TR6PI (gasolina de inyección). El sistema de inyección mecánica de combustible Lucas ayudó al TR6 en el mercado interno producir 150 CV (110 kW) (145 CV DIN) en el modelo primero. Más tarde, la variante no estadounidense TR6 se bajó a 125 CV (93 kW) con el fin de que fuese más fácil de conducir, mientras que la variante de Estados Unidos continuó siendo un simple carburador pero más fiable con 104 CV (78 kW).

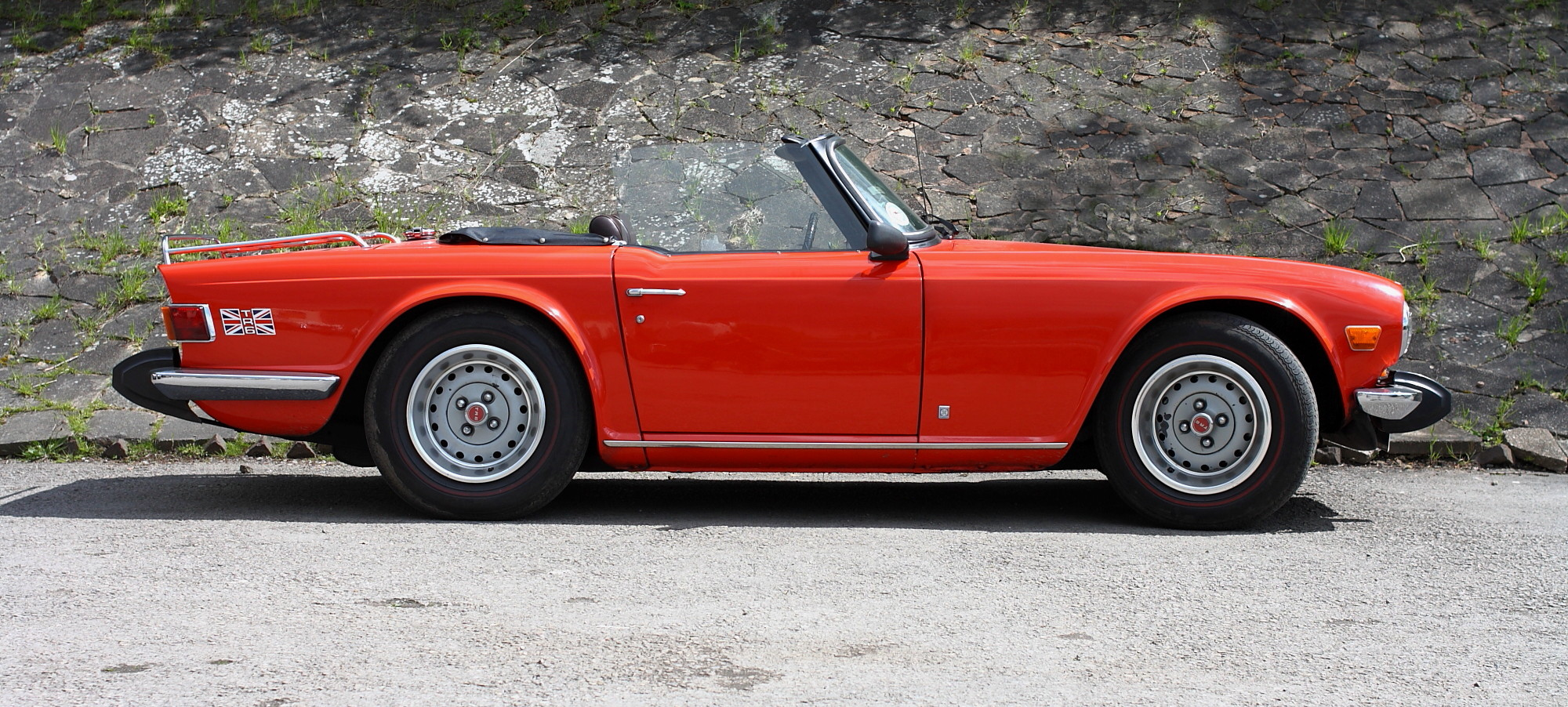
Triumph TR6

El TR6 contó con una transmisión manual de cuatro velocidades. El overdrive opcional era una característica deseable porque proporcionaba a los conductores un cambio manual para una conducción agresiva con un overdrive eléctricamente conmutado proporcionando confort de marcha en autopistas. El overdrive podía operar en segunda, tercera y cuarta marchas en los primeros modelos, tercera y cuarta en los modelos posteriores (a causa de fallas de caja de cambios constantes en la segunda en altas revoluciones). Ambos TR6 también contaron con suspensión independiente trasera de brazos semi-tirados, piñón y cremallera de dirección, llantas de 15 pulgadas (380 mm), moqueta en el suelo y maletero, asientos baquet y una instrumentación completa. El frenado se logra mediante frenos de disco delanteros y de tambor en la parte trasera. Un techo rígido de acero de fábrica era opcional, que requería dos personas para manejarlo. La construcción del TR6 era fundamentalmente pasado de moda: una carrocería que se atornilla a un chasis en lugar de los dos estar integrados en una estructura monocasco. El salpicadero TR6 era de madera (contrachapado). Otras opciones de fábrica incluyen una barra estabilizadora trasera y un diferencial de deslizamiento limitado.
La versión TR6PI Reino Unido podía acelerar de 0 a 97 km/h (60 mph) en 8,2 s y tenía una velocidad máxima de 190 km/h (120 mph) según la revista Autocar.
Algunos dicen que el coche es uno de los mejores logros de Leyland, pero había y sigue habiendo una serie de problemas debido a un mal diseño. Estos temas incluyen un radiador de bajo nivel de líquido refrigerante y un freno de mano pobre. Como es el caso con otros coches de la época, el TR6 puede sufrir de problemas de moho, los ejemplos que sobreviven tienden a ser bien atendidos. El TR6 puede ser propenso al sobrecalentamiento. Muchos propietarios han adaptado un ventilador de radiador eléctrico del mercado de accesorios para complementar o reemplazar el ventilador accionado por la correa del ventilador o de servicios. También existe la opción de fábrica Leyland de un refrigerador de aceite. Las piezas y servicios de apoyo a los propietarios de un TR6 son fácilmente disponibles y hay una serie de clubes de propietarios de automóviles clásicos que adaptan el modelo y proporcionan información y kits útiles.